# Нікула
Нікула (рум. Nicula) — село у повіті Клуж в Румунії. Входить до складу комуни Фізешу-Герлій.
Село розташоване на відстані 331 км на північний захід від Бухареста, 36 км на північний схід від Клуж-Напоки.

## Населення
За даними перепису населення 2002 року у селі проживали 618 осіб.
Національний склад населення села:
| Національність | Кількість осіб | Відсоток |
| -------------- | -------------- | -------- |
| румуни         | 586            | 94,8%    |
| цигани         | 27             | 4,4%     |
| угорці         | 5              | 0,8%     |

Рідною мовою назвали:
| Мова      | Кількість осіб | Відсоток |
| --------- | -------------- | -------- |
| румунська | 598            | 96,8%    |
| циганська | 18             | 2,9%     |